# Take a Vacation!
Take a Vacation! es el álbum debut de la banda de rock estadounidense The Young Veins. Grabado en el estudio Sunset Sound Recorders en Los Ángeles con los productores Rob Mathes y Alex Greenwald, el álbum se publicó por primera vez el 8 de junio de 2010 en Estados Unidos, con One Haven Music como compañía discográfica. 
El álbum fue el primer proyecto musical de Ryan Ross y Jon Walker después de la salida de ambos de Panic! at the Disco. Los críticos musicales compararon el sonido de Take a Vacation! con el de algunos grupos de la década de 1960 como The Beatles, The Beach Boys, The Kinks, The Hollies, The Searchers o The Zombies, y se le llegó a comparar con el álbum de Panic! Pretty. Odd.

## Lanzamiento
El 28 de julio de 2009 Ross y Walker anunciaron que el nombre de su nueva banda sería The Young Veins y lanzaron una nueva canción, «Change», a través de su página de Myspace. 
«Change» y «Take a Vacation!» se publicaron como sencillos el 6 de abril y 18 de mayo de 2010, respectivamente. El tercer sencillo del álbum, «Everyone but You», se lanzó el 25 de mayo. Take a Vacation! se publicó completamente el 8 de junio.

## Lista de canciones
Todas las canciones escritas por Ryan Ross y Jon Walker, excepto donde se lo indique. 

| N.º   | Título                                                  | Vocalista     | Duración |  |
| 1.    | «Change»                                                | Ross          | 2:31     |  |
| 2.    | «Take a Vacation!»                                      | Ross          | 2:28     |  |
| 3.    | «Cape Town»                                             | Ross          | 2:52     |  |
| 4.    | «Maybe I Will, Maybe I Won't»                           | Walker        | 2:24     |  |
| 5.    | «Young Veins (Die Tonight)» (Ryan Ross, Danny Fujikawa) | Ross          | 2:19     |  |
| 6.    | «Everyone but You»                                      | Walker        | 3:08     |  |
| 7.    | «The Other Girl»                                        | Ross          | 2:56     |  |
| 8.    | «Dangerous Blues»                                       | Ross          | 2:25     |  |
| 9.    | «Defiance»                                              | Ross          | 2:44     |  |
| 10.   | «Lie to the Truth»                                      | Ross          | 2:29     |  |
| 11.   | «Heart of Mine»                                         | Ross y Walker | 3:00     |  |
| 29:06 |                                                         |               |          |  |

## Personal
El álbum fue grabado por Ross y Walker antes de que los tres miembros restantes se unieran a la banda, por lo que estos no serán incluidos en la siguiente lista:
The Young Veins
- Ryan Ross – vocalista, guitarrista, percusión
- Jon Walker – vocalista, guitarrista, bajista, percusión

Músicos adicionales
- Alex Greenwald – coros, guitarra, bajo, teclados, armonio, estilófono, percusión
- Eric Ronick – coros y teclados
- Than Luu – coros, batería, percusión
- Jason Boesel – batería y percusión (solo en «Lie to the Truth»)
- Z Berg – vocalista adicional (en «Heart of Mine» y «Nothing Matters but You»)
- Michael Runion – vocalista adicional (solo en «Heart of Mine»)
- Danny Fujikawa – vocalista adicional (solo en «Heart of Mine»)
- Michael Fujikawa – vocalista adicional (solo en «Heart of Mine»)

## Lanzamiento por país
| País           | Fecha              |
| -------------- | ------------------ |
| Estados Unidos | 8 de junio de 2010 |
| Reino Unido    | 5 de julio de 2010 |